# João Peglow
João Gabriel Martins Peglow, noto semplicemente come João Peglow (Porto Alegre, 7 gennaio 2002), è un calciatore brasiliano, attaccante del D.C. United.

## Caratteristiche tecniche
Nato come punta centrale, ha in seguito arretrato il proprio raggio d'azione agendo come trequartista o ala sinistra. Dotato di una buona accelerazione palla al piede e di un ottimo tiro, viene paragonato al connazionale Coutinho.

## Carriera

### Club
Cresciuto nel settore giovanile dell'Internacional, ha esordito in prima squadra il 26 luglio 2020 disputando l'incontro del Campionato Gaúcho pareggiato 1-1 contro l'Esportivo. Il 16 agosto seguente ha debuttato anche nel Brasileirão in occasione del match contro il Fluminense perso 2-1.
Dopo due stagioni lascia l'Internacional a titolo temporaneo, trasferendosi in Europa al Porto B e al Dnipro-1.
Terminati i prestiti, il 7 luglio 2023, torna in Brasile allo Sport Recife, sempre a titolo temporaneo.

### Nazionale
Nel 2019 ha conquistato il Campionato mondiale Under-17 con il Brasile U-17, segnando tre gol nel corso della competizione.

## Statistiche

### Presenze e reti nei club
Statistiche aggiornate all'8 luglio 2023.
| Stagione             | Squadra              | Campionato           | Campionato | Campionato | Coppe nazionali | Coppe nazionali | Coppe nazionali | Coppe continentali | Coppe continentali | Coppe continentali | Altre coppe | Altre coppe | Altre coppe | Totale | Totale | Totale |
| Stagione             | Squadra              | Comp                 | Pres       | Reti       | Comp            | Pres            | Reti            | Comp               | Pres               | Reti               | Comp        | Pres        | Reti        | Pres   | Reti   |        |
| -------------------- | -------------------- | -------------------- | ---------- | ---------- | --------------- | --------------- | --------------- | ------------------ | ------------------ | ------------------ | ----------- | ----------- | ----------- | ------ | ------ | ------ |
| 2020                 | Internacional        | A1/RS+A              | 1+16       | 0+2        | CB              | 2               | 0               | CL                 | 2                  | 0                  |             | -           | -           | 21     | 2      |        |
| gen-giu. 2021        | Internacional        | A1/RS+A              | 3+1        | 0          | CB              | 0               | 0               | CL                 | 0                  | 0                  |             | -           | -           | 4      | 0      |        |
| Totale Internacional | Totale Internacional | Totale Internacional | 21         | 2          |                 | 2               | 0               |                    | 2                  | 0                  |             | -           | -           | 25     | 2      |        |
| 2021-2022            | Porto B              | SL                   | 32         | 3          |                 | -               | -               |                    | -                  | -                  |             | -           | -           | 32     | 3      |        |
| 2022                 | Atl. Goianiense      | A                    | 6          | 0          | CB              | 2               | 0               | CS                 | 1                  | 0                  |             | -           | -           | 9      | 0      |        |
| 2022-2023            | Dnipro-1             | PL                   | 13         | 3          |                 | -               | -               | UECL               | 2                  | 0                  |             | -           | -           | 15     | 3      |        |
| 2022                 | Sport Recife         | B                    | 0          | 0          | CB              | 0               | 0               |                    | -                  | -                  |             | -           | -           | 0      | 0      |        |
| Totale carriera      | Totale carriera      | Totale carriera      | 72         | 8          |                 | 4               | 0               |                    | 5                  | 0                  |             | -           | -           | 81     | 8      |        |

## Palmarès

### Nazionale
- Campionato mondiale Under-17: 1

Brasile 2019